# What's My Name? (canção de Rihanna)
"What's My Name?" é uma canção da cantora barbadense Rihanna, gravada para o seu quinto álbum de estúdio Loud. Conta com a participação do rapper canadiano Drake, com composição e produção da equipa norueguesa Stargate e auxílio na escrita por Ester Dean, Tracy Hale e Aubrey Graham. A sua gravação decorreu em 2010, nos estúdios Roc the Mic em Nova Iorque e Westlake Recording em Los Angeles. A canção foi enviada para as áreas radiofónicas mainstream e rhythmic a 26 de Outubro de 2010, acabando por ser lançada digitalmente a 29 de Outubro, três dias depois da sua estreia em rádios norte-americanas, servindo como segundo single do disco através da publicação pela editora Def Jam Recordings. 
De acordo com Rihanna, a melodia é "jovem e divertida", derivando de origens estilísticas de música electrónica misturada com R&B e ligeiras batidas de reggae e ska, produzidas por teclados e sintetizadores. A crítica elogiou a música como uma das que demonstram os melhores vocais da cantora até à data, para a natureza romântica, bem como seus tons sensuais. Foram feitas análises negativas em relação à prestação de Drake devido aos versos que incluem uma insinuação à posição sexual 69. Depois do seu lançamento, chegou ao topo da Billboard Hot 100 dos Estados Unidos e da UK Singles Chart do Reino Unido. Em território norte-americano, a faixa sagrou-se a terceira da artista no ano de 2010 (de quatro totais) a atingir a liderança na tabela principal, e ainda o quinto single a subir à primeira posição em terras britânicas. O tema teve um desempenho comercial positivo nos restantes países, atingindo as cinco músicas mais vendidas no Canadá, na Escócia, em França, na Irlanda, Noruega e em Portugal.
O vídeo musical, dirigido por Philip Andelman, foi lançado a 12 de Novembro de 2010 através do serviço VEVO. As cenas retratam um encontro romântico entre Rihanna e Drake numa mercearia, envolvidos num clima de sedução, e ainda diversas imagens das ruas de Nova Iorque. O teledisco recebeu críticas positivas, dando revelo às paisagens exibidas durante o decorrer do trabalho. A sua promoção foi concebida à base de performances em ambos os lados do Atlântico, incluindo no programa Saturday Night Live nos Estados Unidos e na sétima temporada do The X Factor no Reino Unido, além de fazer parte do alinhamento das digressões mundiais The Loud Tour e Diamonds World Tour. A canção recebeu indicações para a categoria Viewer's Choice dos BET Awards, Top R&B Song na cerimónia anual de entrega de prémios Billboard Music Awards de 2011 e em Best Rap/Sung Colaboration da edição de 2012 dos Grammy Awards.

## Antecedentes e lançamento

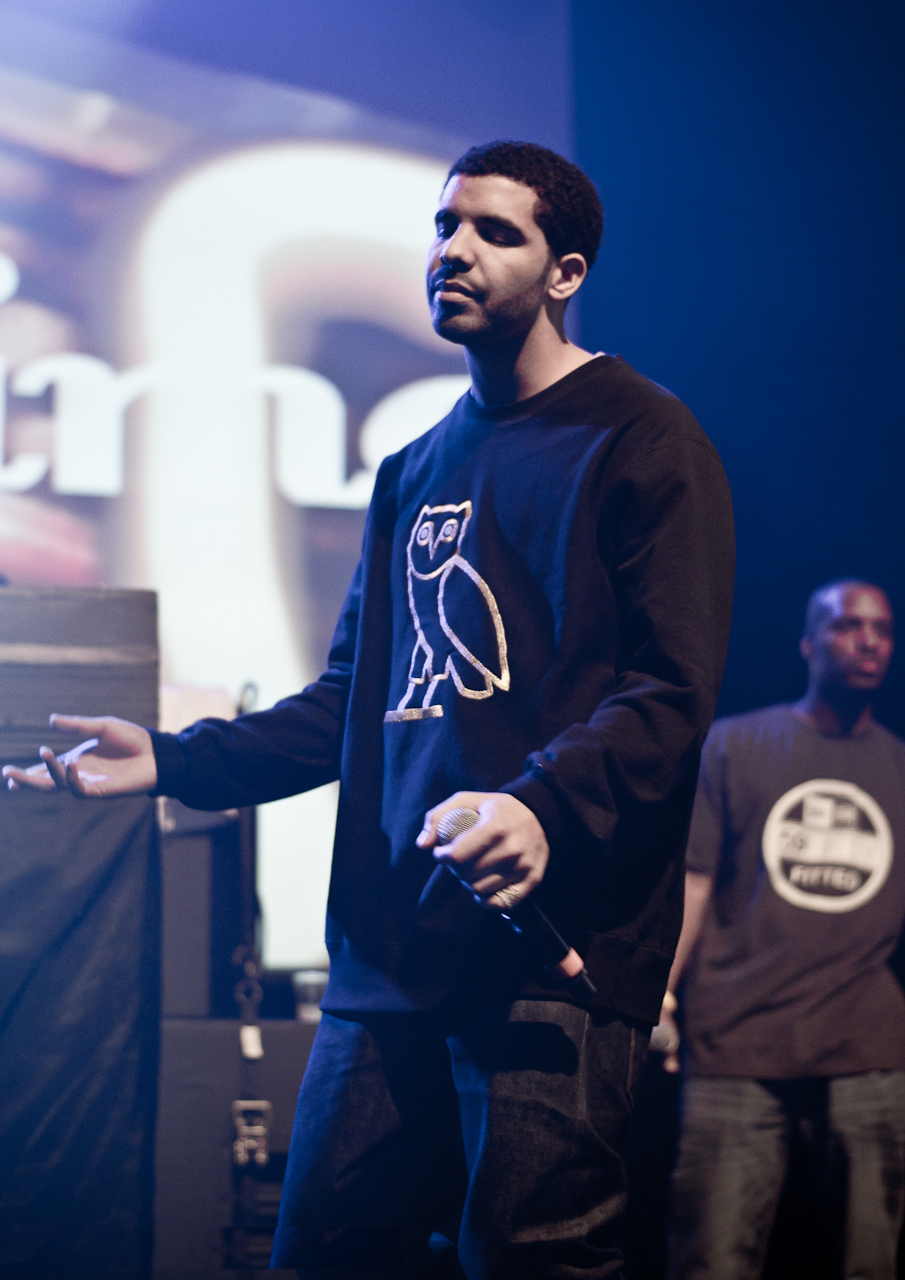
Drake, que participa na canção com versos iniciais, demonstrou-se contente ao colaborar com a cantora.

Durante a 53.ª edição dos Grammy Awards, Tor Erik Hermansen, membro da equipa de produção norueguesa StarGate, revelou que posteriormente à elaboração do CD, "Rihanna veio ter connosco antes de começarmos a gravar e disse 'Eu sinto-me óptima sobre mim mesma. Quero voltar ao tempo em que me divertia, quero fazer gravações felizes e de ritmo acelerado'". Hermansen explicou mais tarde que acederam ao pedido da jovem porque o seu álbum anterior, Rated R, não tinha temas de ritmo acelerado. "Only Girl (In the World)" tornou-se na primeira faixa a ser completada para Loud, e a intérprete escolheu-a para inclusão no disco antes mesmo de tê-la gravado. Enquanto promovia Rated R na sua segunda digressão mundial Last Girl on Earth Tour e filmava Battleship, começaram as sessões de gravação do quinto disco de originais da cantora. Mais tarde, a artista afirmou numa entrevista com a revista Entertainment Tonight, "Loud, é a palavra, o nome do álbum que reflecte definitivamente a sua atitude, é muito atrevida e namoradeiro que agarra a sua atenção,o e é por isso que gosto. Leva-vos num passeio realmente muito interessante. Muito colorido o álbum". A sonoridade difere de trabalhos anteriores de Rihanna, incluindo géneros dance-pop, electro, R&B, e marcando o retorno às origens dancehall que eram proeminentes nos seus primeiros trabalhos discográficos Music of the Sun (2005) e A Girl like Me (2006).
O rapper Drake foi o primeiro a referir dados sobre a colaboração entre os dois artistas, em Setembro durante uma entrevista, revelou: "Não sei se é suposto estar a falar sobre isto. Fiz uma grande canção com a Rihanna; há grandes probabilidades de gravarmos um vídeo. Estou mesmo contente com a ideia". Numa entrevista para a MTV News, Hermansen explicou como decorreu o processo de colaboração: "Ela [Rihanna] reproduziu o registo para o Drake nos bastidores de um lugar para tentar que fizesse um verso... Ela telefonou-me a perguntar, 'Onde estão os ficheiros?' Isto é uma coisa que não se ouve muitas vezes de artistas do seu nível". A cantora confirmou mais tarde, em conversa com a BBC Radio 1, a existência de um projecto entre os dois músicos, adjectivando-o como "jovem" e "divertido". Inicialmente, o plano era gravar uma edição a solo e com Drake em segundo, mas no dia 15 de Outubro foi revelada a versão conjunta que permaneceu como segundo single do disco Loud. Rihanna voltou a falar sobre o facto de poderem gravar algo juntos e sobre a entrega dedicada à faixa:
| “ | Drake é o rapper mais quente da actualidade e sempre tentámos trabalhar juntos. Ele é a única pessoa que conseguiu realmente entender a melodia da canção, e no minuto que a ouviu respondeu, 'Sei exactamente o que vou fazer. Adoro-a'. E completou a sua parte três dias depois. | ” |

Em conversa com a publicação musical HitQuarters, uma das compositoras do tema, Tracy Hale, revelou que Dean foi a pessoa responsável pelo convite para o escrever: "A minha contribuição foi principalmente lírica, a Ester fez a maior parte da melodia. É muito esforço de grupo que - e por isso é difícil dizer a fórmula de algumas músicas, porque Stargate fez a sua parte, Ester fez sua parte, eu coloquei o que coloquei - não se faz apenas uma coisa". Aquando perguntada sobre a inspiração que a levou a compor a obra, Hale respondeu que era "o amor": "Oh amor, amor, amor! E é sexy - começou como uma faixa realmente sexy".
"What's My Name?" foi enviada para as rádios norte-americanas a 26 de Outubro de 2011 para as áreas rhythmic e urban, e três dias depois foi disponibilizada em alguns países da Europa pela The Island Def Jam Music Group através da loja de descargas legais iTunes Store. Mais tarde, também foi comercializado um CD single no continente europeu, nomeadamente Alemanha e Reino Unido, com duas faixas no total.

## Estilo musical e letra
"What's My Name?" é uma canção de tempo moderado que incorpora elementos de estilo electro-R&B, produzida pela equipa norueguesa Stargate. A dupla de produção quis que Rihanna regressasse ao género "Island-pop" que esteve presente no início da sua carreira, consistindo também em "reggae pesado" e batidas de ska com órgãos sintetizados. A sua gravação decorreu em 2010 nos Roc the Mic Studios em Nova Iorque e Westlake Recording Studios em Los Angeles, na Califórnia. A sua composição foi construída com acordes de guitarra e vocais fortes. Consiste ainda no uso de guitarra e piano, trabalho de Mikkel S. Eriksen e Tor Erik Hermansen que foram os responsáveis por todo o instrumental do tema. Bill Lamb do portal About.com notou que antes da cantora começar a cantar, há uma acumulação interna de "ritmos sonhadores provocados pela caixa de ritmos". No geral, o analista descreveu a melodia como "simples" e "atmosférica". Megan Vick da Billboard observou que "o vocal exuberante de Rihanna denota um salto surpreendente na sua maturidade em relação a singles anteriores".
A letra foi escrita por Eriksen, Hermansen, Ester Dean, Tracy Hale e Aubrey Graham. De acordo com a partitura publicada pela EMI Music Publishing, a música é definida no tempo de assinatura moderado com um metrónomo de cem batidas por minuto. Composta na chave de fá sustenido menor com o alcance vocal que vai desde da nota baixa de lá, para a nota de alta de dó sustenido. Liricamente, incorpora temas como o "romance" e o "sexo". Jocelyn Vena do canal televisivo MTV descreveu a entrega vocal e conteúdo lírico da faixa como "atrevida". Lamb afirmou que a nível lírico "equivale a românticas, sexuais e doces palavras". De acordo com a própria Rihanna, o tema era "jovem" e "divertido", algo que Stacy Anderson da Spin e Nick Levine do sítio Digital Spy pegaram para comentar sobre as insinuações sexuais nas letras. Em particular Anderson e Levine observaram uma piada de base aritmética durante os vocais de Drake, em que o rapper diz: "A raiz quadrada de 69 é 8 e qualquer coisa, certo / Porque estive a tentar trabalhar nisso". Richard da página DJ Booth também realçou a entrada de Drake, afirmando que "Rihanna responde como se entrelaçasse os seus versos e refrão". "A escavar esta ode cativante ao amor jovem com luxúria? Ouça-a em Loud", concluiu o editor.

## Recepção da crítica
| Críticas profissionais | Críticas profissionais |
| Avaliações da crítica  | Avaliações da crítica  |
| Fonte                  | Avaliação              |
| ---------------------- | ---------------------- |
| About.com              | [ 16 ]                 |
| BBC                    | [ 26 ]                 |
| Billboard              | (favorável)            |
| Digital Spy            | [ 17 ]                 |
| Rolling Stone          | [ 27 ]                 |

As críticas após o lançamento da faixa foram geralmente positivas, destacando os vocais suaves da cantora. Bill Lamb do portal About.com atribuiu quatro estrelas de cinco possíveis, afirmando que "cá está, o coro que abre a pista com "Oh na na ... What's My Name?" e o gancho é firmemente implantado. Não leva muito tempo até Drake entrar em acção com o seu rap inteligente, sexy e romântico. Em seguida, os ritmos de tambores e os vocais de Rihanna voltam novamente". Lamb disse ainda que a obra era "um sucesso", e um "bom complemento para que noite romântica". Lamb concluiu com o pensamento que o tema "era uma mudança significativa da intensidade do período de Rated R, neste preciso momento no ano passado. Rihanna tem habilmente demonstrado que pode executar uma grande variedade de canções poderosas, de aço, emocionais, e passar posteriormente para um romântico suave. Há algo de inegavelmente brilhante na capacidade de Rihanna em mudar os estilos da sua música de forma consistente o suficiente para manter o interesse do público", concluiu o analista. Fraser McAlpine do sítio da BBC classificou o tema com o mesmo número de estrelas que Lamb, relatando que "a divulgação prematura na Internet não impede de comprar digitalmente". McAlpine chamou a atenção para a cumplicidade entre os dois músicos durante o teledisco, afirmando que "o primeiro verso está muito bem feito, e deixa tempo para Rihanna arrasar depois dele". Megan Vick da revista Billboard considerou que mesmo sendo um esforço conjunto, "Rihanna é a dona da música, oferecendo uma versão mais polida da sua personagem pop".
Nick Levine da publicação Digital Spy também deu quatro estrelas douradas ao single e afirmou que é "essencialmente a continuação da sessão de amor luxuriante em "Rude Boy"... consegue permanecer elegante até mesmo quando Drake faz uma piada sobre a desonesta "raiz quadrada de 69" e Rihanna oferece uma referência não tão tímida ao sexo oral". Thomas Conner do jornal Chicago Sun-Times, em análise ao disco Loud, não elogiou nem criticou a canção, mas em vez disso, focou-se na natureza da composição: "[Rihanna] e o ofegante parceiro de dueto Drake vaporizam as janelas do estúdio de gravação". De acordo com Jon Dolan da mensal Rolling Stone, com este lançamento como segundo single do disco, a artista "criou uma tempestade tropical perfeita". Dolan continuou a sua análise: "[...] Nos sintetizadores escuros e húmidos, ela está no modo de rainha das Caraíbas, a marcação do seu sotaque do ilhéu e a apresentação de uma lista de coisas a fazer para qualquer homem que procure a entrada dos seus aposentos". No entanto, o editor também fez algumas críticas negativas sobre "a raiz quadrada de 69" de Drake, afirmando que pareceu ser um "rapaz nerd da faculdade enquanto a apresenta". August Brown do diário Los Angeles Times realçou "o refrão de desarmamento de duplo-sentido" que nos fazia "imaginar Rihanna a querer algo tão exótico quanto jantar e ver um filme abraçada a um rapaz".
A letra do tema foi distinguida pela Broadcast Music Incorporated (BMI) como Award Winning Song. Além disso, a canção recebeu indicações para a categoria Viewer's Choice da BET Awards, Top R&B Song na cerimónia anual de entrega de prémios Billboard Music Awards de 2011, e em Best Rap/Sung Colaboration da edição de 2012 dos Grammy Awards.

## Vídeo musical

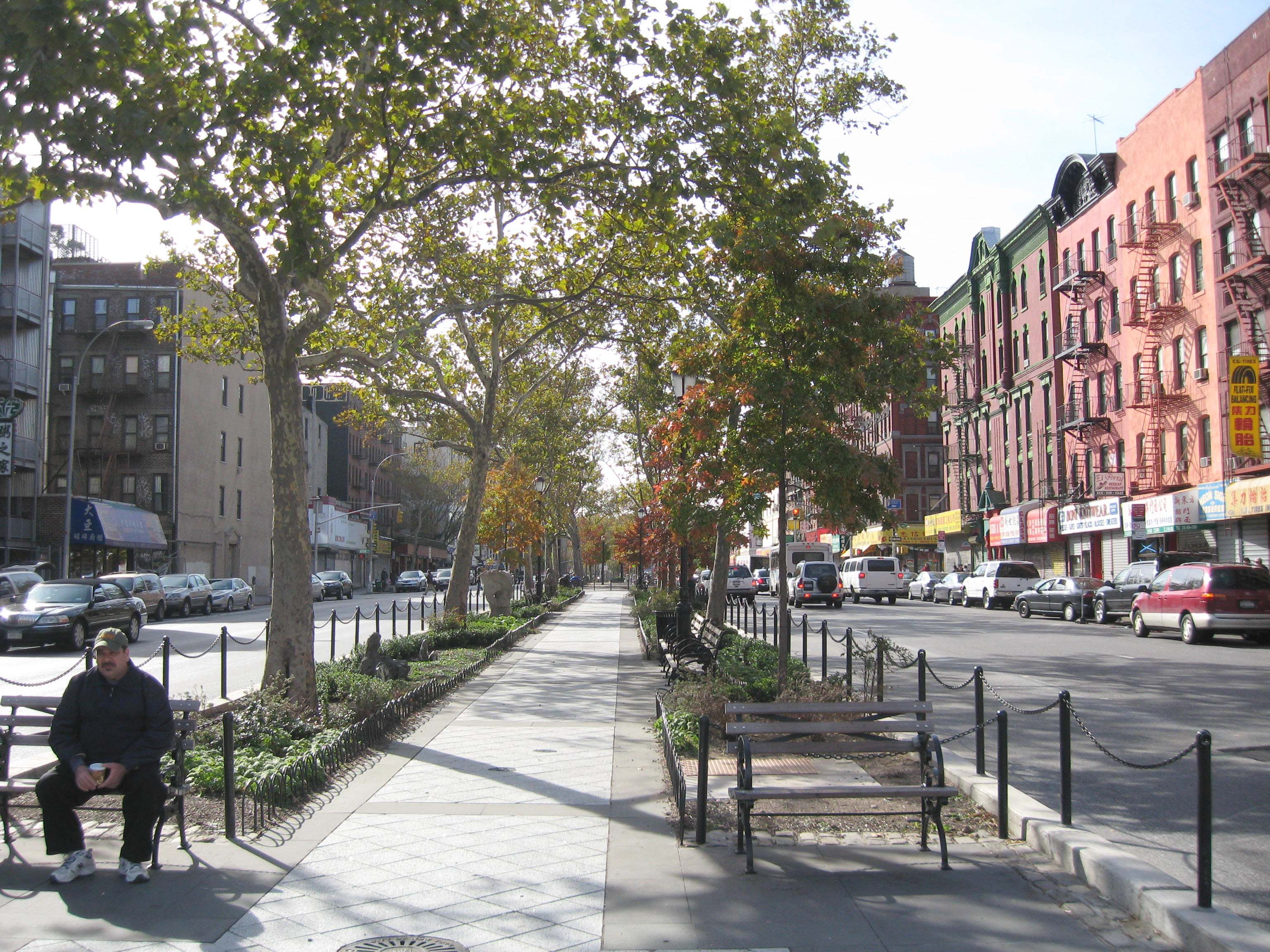
As ruas do bairro Lower East Side foram a paisagem mais proeminente no teledisco.

O vídeo musical, dirigido por Philip Andelman, foi gravado a 26 de Setembro de 2010 no bairro Lower East Side em Nova Iorque. No dia seguinte, a revista Rap-Up divulgou várias fotos em que a cantora sorria, ostentando uma roupa colorida e um cabelo vermelho flamejante, a dançar no Central Park, chegando a utilizar baquetas e a bater em postes de electricidade. Quase um mês depois, a 27 de Outubro, foram filmadas outras partes finais que já incluíam a participação do rapper Drake. A versão final do projecto estreou a 12 de Novembro de 2010 através do serviço VEVO. Quatro dias depois, foi disponibilizado na iTunes Store para descarga digital.
A trama, com uma duração superior a quatro minutos, começa com pontos de vista diferentes da cidade, que de seguida se alteram para dar entrada a um cenário de uma loja onde Drake está a falar com o operador de caixa. Rihanna entra, e capta a sua atenção. Ela sorri para ele e caminha em direção a uma arca frigorífica e agarra num pacote de leite. O artista segue na sua direcção enquanto começa o seu verso. Posteriormente, ele segura na mão dela e o pacote de leite cai ao chão. Quando o verso de Drake termina, a cantora empurra-o e sai com um sorriso.
Quando começam os versos da jovem, são mostradas várias cenas em que esta dança e canta pelas ruas de Nova Iorque. No teledisco, também é possível visualizar várias pessoas com instrumentos musicais e a caminhar pelas estradas. Estas fases são alternadas com imagens em que Rihanna e Drake estão num quarto juntos, a namorar, conversar e a beber champanhe. No final do rol, a artista está numa festa durante noite com ambiente e espírito reggae, em que várias pessoas estão em seu redor a dançar e a tocar vários instrumentos. O vídeo termina quando o rapper beija a cantora na sua face.
James Montgomery do canal televisivo MTV comentou que o projecto era "exuberante", afirmando que "era como o passeio da fantasia, um pouco mágico, pelas ruas da Big Apple, o que é conveniente, já que a música é muito bonita e sobre esse sentimento de estar tão apaixonado que nos deixa com vontade de gritar a partir de uma esquina da rua". Montgomery terminou a sua análise do trabalho confidenciando que "muitas vezes, a fantasia pode ser tão potente quanto a realidade, se não mais... o mesmo vale para namorar contra apaixonar-se". "Afinal, nunca vi uma estrela pop com cabelo electrizante a liderar um exército de bateristas pelas ruas de Nova Iorque", concluiu o analista. Samuel Lora do sítio Examiner considerou que a performance era "atrevida", mas o "enredo um tanto maçante", chamando a atenção para o cabelo "vermelho brilhante". "O vídeo é simples, na sua maioria apresenta Rihanna a dançar na rua ou a passar algum tempo de qualidade com o rapper que-costumava-ser-o-meu-namorado", complementou o editor, terminando a afirmar que a coreografia está longe de ser complexa como nos telediscos de "Umbrella", "Russian Roulette" e "Only Girl (In the World)".

## Divulgação

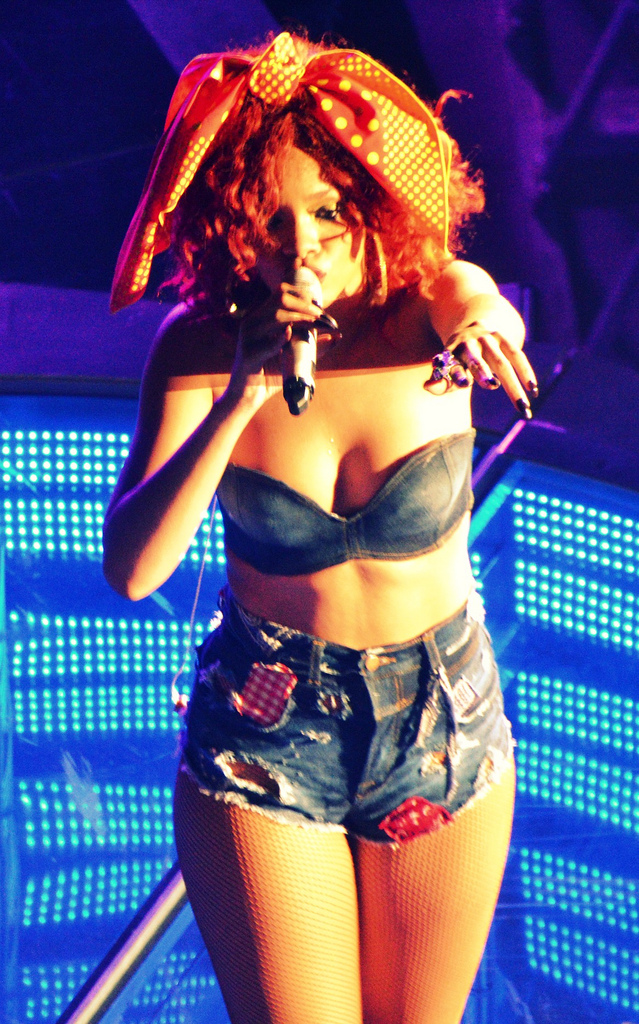
Rihanna a interpretar ao vivo a canção, durante a estreia da sua digressão mundial The Loud Tour, em Baltimore.

O início da promoção da canção começou com uma primeira actuação ao vivo, no dia 30 de Outubro de 2010 durante o programa televisivo Saturday Night Live, no qual a cantora apresentou-se a solo com uma indumentária alusiva a uma personagem da série The Dukes of Hazzard, resultando em comparações com o estilo da sua amiga, a cantora Katy Perry. A partir do mês de Novembro, posteriormente à data de lançamento do álbum, a artista interpretou ao vivo a música em vários programas de televisão para a promoção, como The Seven da MTV, The Late Show with David Letterman e Good Morning America. Na edição de 2010 da cerimónia American Music Awards a 21 de Novembro, a cantora fez uma performance da música em conjunto com outros singles do quinto disco de estúdio, "Love the Way You Lie (Part II)" e "Only Girl (In the World)".
No Reino Unido, Rihanna foi convidada a participar na sétima série do The X Factor, cantando "Unfaithful" com o finalista Matt Cardle, e depois actuou com "What's My Name?". A final do programa foi vista por cinquenta milhões de telespectadores, mas atraíram várias queixas sobre a escolha de vestuário e desempenho sensual da artista. Vivienne Patterson, directora do grupo de interesse que defende o entretenimento Mediawatch UK, disse que não achava "adequado para uma transmissão em horário nobre", e mais tarde, a reguladora de média britânica Ofcom confirmou que tinha sido aberto um inquérito para investigar as queixas registadas feitas contra Rihanna e Christina Aguilera durante as aparências na televisão no mesmo espectáculo. A primeira actuação em conjunto com Drake foi na edição de 2011 dos Grammy Awards, a 13 de Fevereiro, mas mais tarde a cantora voltou a interpretar a solo durante os BRIT Awards dois dias depois juntando "Only Girl (In the World)" e "S&M". Durante o evento NBA All-Star Game a 20 de Fevereiro de 2011, a jovem actuou novamente com o rapper, como parte de uma mistura com "Umbrella", "Only Girl (In the World)", "Rude Boy" e "All of the Lights" com Kanye West. Durante o mês de Maio de 2011, Rihanna interpretou o tema no programa da NBC, Today, e em 2012, no festival Radio 1's Hackney Weekend como sexto no rol. A faixa também foi promovida através da fase final na Austrália da digressão Last Girl on Earth Tour, na The Loud Tour e Diamonds World Tour.

## Faixas e formatos
A versão digital de "What's My Name?" contém apenas uma faixa com duração de quatro minutos e vinte e quatro segundos. Na Europa, a música também foi comercializada em versão CD single, possuindo duas faixas no total, sendo que a primeira é a versão do álbum e a segunda uma edição de rádio em tom de remistura.
| Descarga digital |                               |         |  |
| N.º              | Título                        | Duração |  |
| 1.               | "What's My Name?" (com Drake) | 4:24    |  |

| CD single      |                                                 |         |  |
| N.º            | Título                                          | Duração |  |
| 1.             | "What's My Name?" (com Drake)                   | 4:25    |  |
| 2.             | "What's My Name?" (Low Sunday "Up On It" Radio) | 3:47    |  |
| Duração total: | Duração total:                                  | 8:12    |  |

## Desempenho nas tabelas musicais
"What's My Name?" estreou na 67.ª posição da Billboard R&B/Hip-Hop Songs na semana de 30 de Outubro de 2010 e rapidamente subiu à sua segunda como melhor. A faixa debutou no octogésimo terceiro lugar na Hot 100 depois de ser enviada para as rádios locais, e na sua terceira semana alcançou a liderança da tabela musical, depois do seu lançamento digital; tornando-se o oitavo número um da cantora e o primeiro de Drake. Foi a primeira vez na história da revista em que o segundo single de um álbum atingiu a liderança antes do primeiro, "Only Girl (In the World)", que chegou ao topo duas semanas depois. Na mesma semana, a obra estreou na Digital Songs com 235 mil cópias vendidas. Foi também a primeira artista a conseguir colocar três títulos na primeira posição da Hot 100 no mesmo ano desde 2008, repetindo a proeza da mesma que na altura foram "Take a Bow", "Disturbia" e "Live Your Life" (com T.I.) os seleccionados. Na sua sétima semana de permanência na tabela de descargas digitais norte-americana, o single ultrapassou a marca de um milhão de cópias distribuídas. Actualmente, a música já excedeu os três milhões de unidades descarregadas apenas nos Estados Unidos, resultando na certificação de dupla platina pela Recording Industry Association of America (RIAA).
No Reino Unido, após o lançamento do disco Loud, o tema estreou na décima oitava posição da UK Singles Chart a 27 de Novembro de 2010. Na edição seguinte, a 5 de Dezembro, subiu até ao oitavo lugar, e durante a mesma semana, Rihanna tinha outros dois singles na tabela musical; "Only Girl (In the World)" em sétimo e "Who's That Chick?" (com David Guetta) em nono. Com esta situação, a cantora tornou-se a quarta a conseguir tal feito na história musical do país. Por mais três semanas a canção permaneceu na terceira posição, mas a 9 de Janeiro de 2011 conseguiu obter a primeira posição. Este resultado fez da jovem natural de Barbados a primeira artista feminina a chegar à primeira posição em cinco anos consecutivos, empatando com Elvis Presley que teve este feito conseguido entre 1959 e 1963. Adicionalmente, é a segunda vez na sua carreira que simultaneamente tem uma canção e um álbum no topo das respectivas tabelas, sendo que a sua primeira vez foi em Maio de 2007 com "Umbrella" e Good Girl Gone Bad. Até à data, é o single com melhor desempenho comercial de Drake no Reino Unido. A British Phonographic Industry (BPI) atribuiu disco de platina ao tema pelas vendas superiores a 600 mil unidades.
Em Portugal, a faixa conseguiu atingir o segundo lugar na tabela Singles Chart. No Brasil, chegou à nona posição na Hot Pop & Popular e trigésima segunda na Hot 100 Airplay. Em outros territórios, a música alcançou as vinte mais vendidas nas tabelas musicais de vários países, nomeadamente na Alemanha, Austrália, Áustria, Dinamarca, Irlanda, Itália, Noruega e Nova Zelândia. 

### Posições
| Tabela musical (2010-2011)                           | Melhor posição |
| ---------------------------------------------------- | -------------- |
| Alemanha - Media Control AG                          | 12             |
| Austrália - ARIA Singles Chart                       | 18             |
| Áustria - Ö3 Austria Top 75                          | 13             |
| Bélgica - Ultratop (Flandres)                        | 28             |
| Bélgica - Ultratop (Valónia)                         | 40             |
| Brasil - Brasil Hot 100 Airplay                      | 32             |
| Brasil - Brasil Hot Pop & Popular                    | 9              |
| Canadá - Canadian Hot 100                            | 5              |
| Croácia - Airplay Radio Chart                        | 5              |
| Dinamarca - Tracklisten                              | 19             |
| Escócia - Scottish Singles Chart                     | 1              |
| Eslováquia - IFPI                                    | 3              |
| Espanha - PROMUSICAE                                 | 47             |
| Estados Unidos - Billboard Hot 100                   | 1              |
| Estados Unidos - Billboard R&B/Hip-Hop Songs         | 2              |
| Estados Unidos - Billboard Pop Songs                 | 4              |
| Estados Unidos - Billboard Hot Dance/Club Play Songs | 6              |
| França - SNEP                                        | 16             |
| Hungria - Rádiós Top 40                              | 1              |
| Irlanda - IRMA                                       | 3              |
| Israel - Media Forest                                | 3              |
| Itália - FIMI                                        | 8              |
| Noruega - VG-lista                                   | 4              |
| Nova Zelândia - RIANZ                                | 3              |
| Países Baixos - Dutch Top 40                         | 23             |
| Polónia - ZPAV                                       | 28             |
| Portugal - Portugal Singles Chart                    | 2              |
| Reino Unido - UK Singles Chart                       | 1              |

| Tabela musical (2010-2011)         | Melhor posição |
| ---------------------------------- | -------------- |
| Reino Unido - UK R&B Singles Chart | 1              |
| Chéquia - Czech Airplay Chart      | 36             |
| Suécia - Sverigetopplistan         | 20             |
| Suíça - Swiss Singles Chart        | 13             |

| Tabela musical (2010)                        | Posição |
| -------------------------------------------- | ------- |
| Reino Unido - UK Singles Chart               | 27      |
| Tabela musical (2011)                        | Posição |
| Canadá - Canadian Hot 100                    | 32      |
| Croácia - Airplay Radio Chart                | 49      |
| Estados Unidos - Billboard Hot 100           | 20      |
| Estados Unidos - Billboard R&B/Hip-Hop Songs | 18      |
| Estados Unidos - Billboard Pop Songs         | 30      |
| Hungria - Rádiós Top 40                      | 33      |
| Reino Unido - UK Singles Chart               | 49      |

| País           | Provedor | Certificação |
| -------------- | -------- | ------------ |
| Austrália      | ARIA     | Platina      |
| Estados Unidos | RIAA     | 6× Platina   |
| Itália         | FIMI     | Ouro         |
| Nova Zelândia  | RIANZ    | Ouro         |
| Suécia         | GLF      | Platina      |
| Suíça          | IFPI     | Ouro         |
| Reino Unido    | BPI      | Platina      |

## Créditos
Todo o processo de elaboração da canção atribui os seguintes créditos pessoais:
| - Rihanna – vocalista principal; - Drake - artista convidado; - Mikkel S. Eriksen, Tor Erik Hermansen (Stargate) - composição, produção, instrumentos; - Ester Dean - composição, vocais de apoio; - Traci Hale, Aubrey Graham - composição; - Kuk Harrell - gravação e produção vocal; - Josh Gudwin, Marcos Tovar - gravação vocal; | - Bobby Campbell - assistência de gravação vocal; - Noah "40" Shebib - gravação vocal de Drake; - Noel Cadastre, Brandon Joner – assistência de gravação vocal de Drake; - Kyle White - assistência de engenharia de gravação; - Phil Tan - mistura; - Damien Lewis - assistente adicional de engenharia; - Chris Gehringer - masterização de áudio; |

## Histórico de lançamento
"What's My Name?" começou a ser reproduzida nas rádios norte-americanas a 26 de Outubro de 2010, e de seguida foi disponibilizada na iTunes Store dois dias depois em alguns países, em Portugal foi editado apenas a 15 de Novembro. Na Europa foi lançado em formato físico contendo duas faixas, e dias depois foi estendido ao território alemão.
| País           | Data                   | Formato                      | Editora discográfica |
| -------------- | ---------------------- | ---------------------------- | -------------------- |
| Estados Unidos | 26 de Outubro de 2010  | Rádios mainstream e rhythmic | Def Jam              |
| Austrália      | 29 de Outubro de 2010  | Descarga digital             | Def Jam              |
| Espanha        | 29 de Outubro de 2010  | Descarga digital             | Def Jam              |
| França         | 29 de Outubro de 2010  | Descarga digital             | Def Jam              |
| Nova Zelândia  | 29 de Outubro de 2010  | Descarga digital             | Def Jam              |
| Canadá         | 1 de Novembro de 2010  | Descarga digital             | Def Jam              |
| Estados Unidos | 1 de Novembro de 2010  | Descarga digital             | Def Jam              |
| Portugal       | 12 de Novembro de 2010 | Descarga digital             | Def Jam              |
| Brasil         | 15 de Novembro de 2010 | Descarga digital             | Universal Music      |
| Reino Unido    | 10 de Janeiro de 2011  | Descarga digital             | Mercury              |
| Europa         | 13 de Janeiro de 2011  | CD single                    | Def Jam              |
| Alemanha       | 21 de Janeiro de 2011  | CD single                    | Universal Music      |